# ヘミフソーム

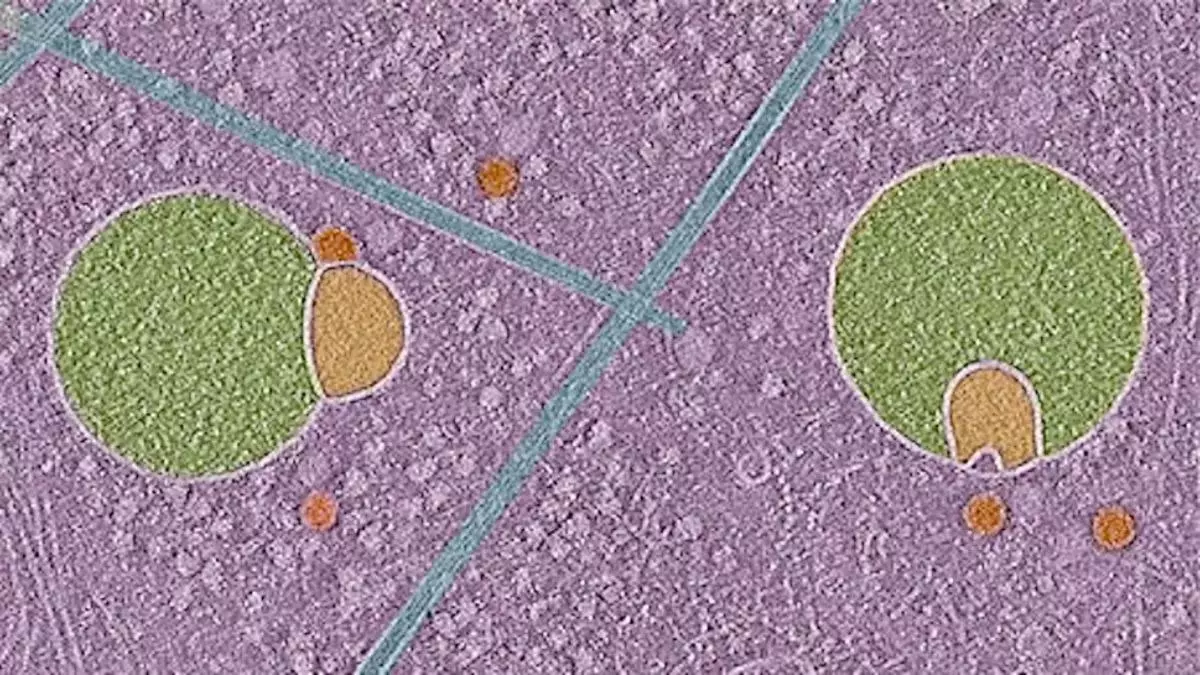
この画像に見られる緑とオレンジ色の構造は、新たに発見された細胞小器官であるヘミフソームである。これは、これまで認識されていなかったヒト細胞のリサイクル経路を示唆している可能性がある。（画像提供：NIH/UVA Health）

ヘミフソーム（Hemifusome）は、2025年に米国国立衛生研究所（NIH）とバージニア大学医学部の研究者によって初めて記述された細胞内小器官である。

## 概要
in situクライオ電子トモグラフィーを用いて発見されたヘミフソームは、持続的なヘミフュージョン隔膜と特徴的な42ナノメートルのプロテオリピドナノドロップレット（PND）を特徴とする異型小胞複合体である。これらの小器官は細胞周縁部の小胞構造の最大10%を占め、しばしば管腔内小胞を含むが、従来のエンドサイトーシス経路には関与しない。ヘミフソームは、ESCRTに依存しない多小胞体形成機構を介して小胞生合成のプラットフォームとして機能すると提案されている。その形状は、スカーフを巻いた雪だるまに例えられる。